# Kosmas und Damian

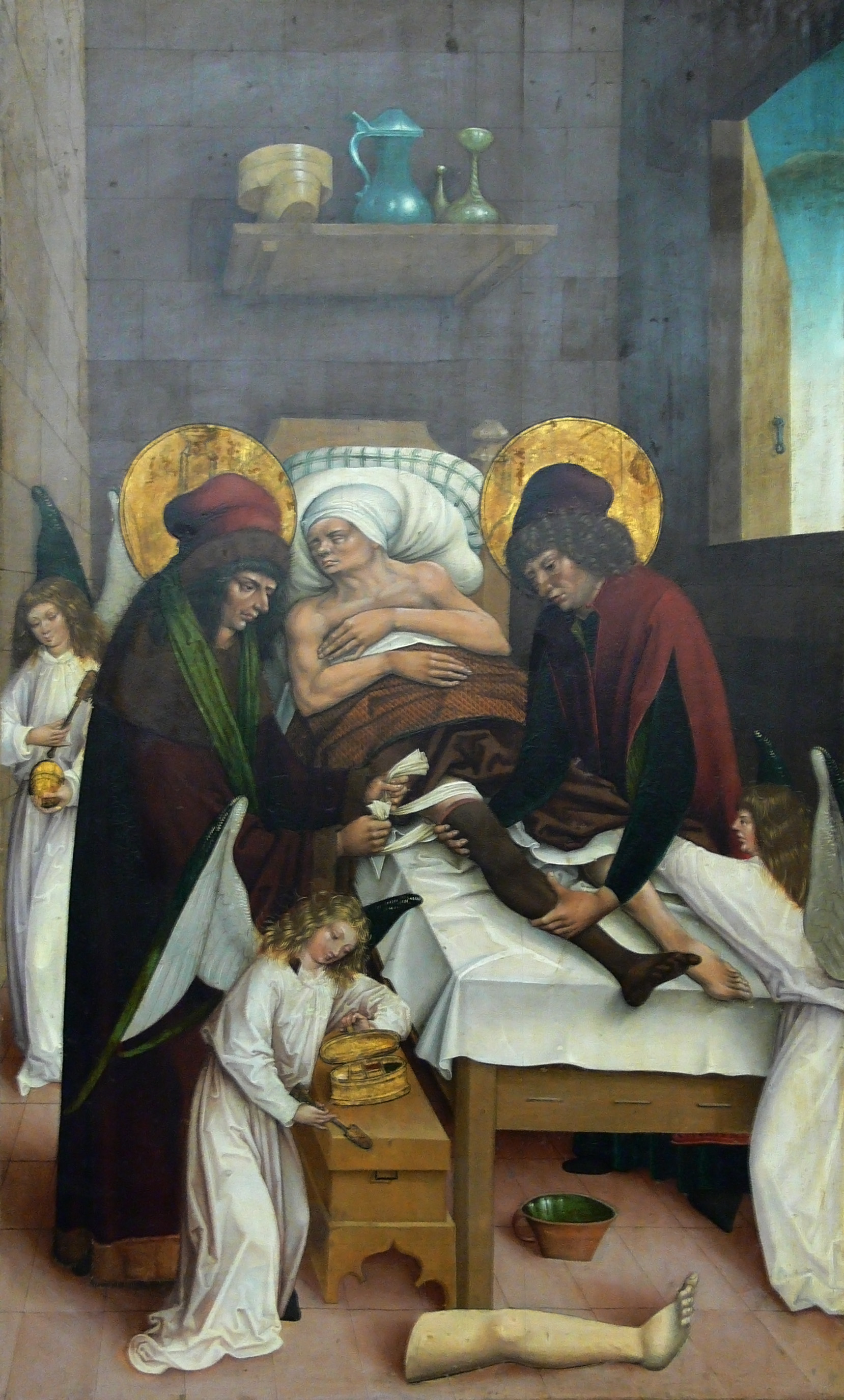
Das Beinwunder in einem Altarbild aus dem 16. Jahrhundert. Landesmuseum Württemberg

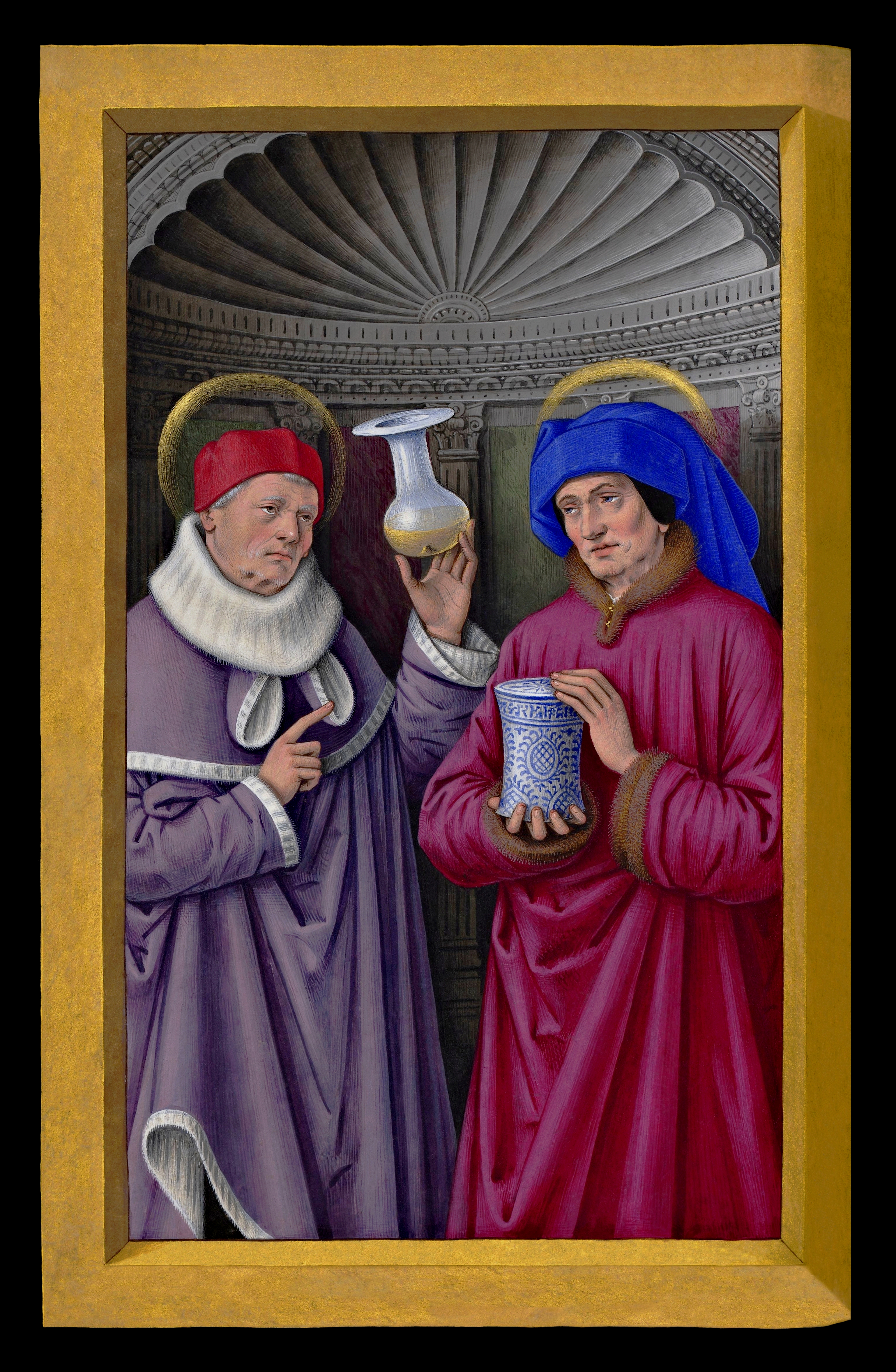
Die heiligen Brüder Kosmas und Damian, Miniatur aus dem Stundenbuch der Anne de Bretagne (16. Jahrhundert; Bibliothèque Nationale, Paris, Codex A 66, Blatt 343)

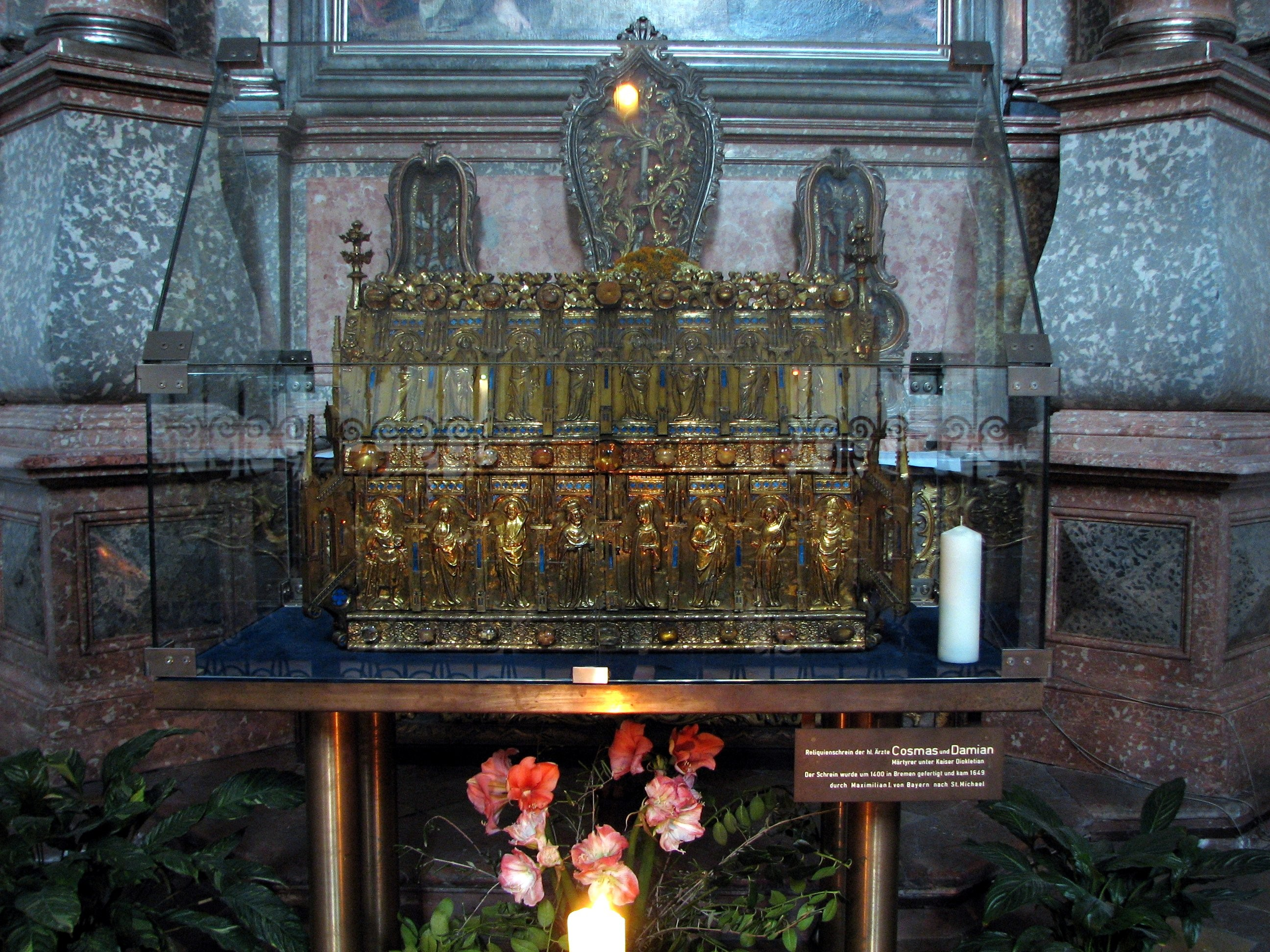
Dieser Schrein in St. Michael in München enthält angeblich die Schädel von Kosmas und Damian. Weitere Schädel sind auch in Madrid.

Die Heiligen als Patrone im Wappen von Bödefeld

Die frühchristlichen Zwillingsbrüder Kosmas und Damian, (lateinisch) auch Cosmas und Damian(us), von griechisch Κοσμάς και Δαμιανός Kosmás kai Damianós (beide * in Syrien; † angeblich unter Diokletian in Aigeai in Kilikien), waren der Legende nach Heilkundige, die als anargyroi (ἀνάργυροι „ohne Silber“) Kranke unentgeltlich behandelten und viele von diesen zum Christentum bekehrten. Sie wurden der Überlieferung nach als Märtyrer hingerichtet und werden als Heilige verehrt.

## Leben, Wirken, Legende und Kult
Der seit dem Ende des vierten Jahrhunderts in Aleppo und seit Anfang des fünften Jahrhunderts in Konstantinopel auftauchenden arabischen Legendenfassung zufolge waren Kosmas und Damian Kinder einer christlichen Mutter namens Theodota, deren weitere drei Söhne wie die Zwillinge ebenfalls als Märtyrer gestorben sind. Kosmas und Damian sollen als Ärzte in Aigeai in Kilikien (im Süden der heutigen Türkei), insbesondere im „Sohn-Gottes-Hospital“ von Pheremma, tätig gewesen sein. Ihnen gelang angeblich sogar eine Beintransplantation, nämlich der Ersatz eines verfaulten Beines eines weißen durch das eines verstorbenen schwarzen Menschen. Durch dieses Beinwunder soll gemäß der Heiligenlegende anschaulich gemacht werden, dass mit Gottes Hilfe Unvorstellbares möglich ist. Das Transplantieren von Gliedmaßen ist bis heute kein erfolgversprechender oder gar gängiger medizinischer Eingriff.
Sie überlebten unversehrt Versuche des römischen Präfekten Lysias, einer berüchtigten Gestalt der Legendenliteratur, auf dessen Befehl im Laufe der Jahre 22 Märtyrer den Tod gefunden haben sollen, sie im Rahmen der Christenverfolgung unter Kaiser Diokletian zu ertränken, zu verbrennen sowie mit Steinen und Pfeilen zu töten, wurden aber dann enthauptet. Eine römische Tradition berichtet die Tötung durch eine Steinigung, die von einer Intrige eines Konkurrenten ausging.
Verschiedene weitere, jedoch später entstandene und weniger wahrscheinliche regionale Varianten ihres Lebens sind tradiert. Nach einer asiatischen Legende war Theodota die Mutter von Kosmas und Damian. Sie gilt in mittelalterlichen deutschen Handschriften als Erfinderin der im Mittelalter verbreiteten Zwölfbotensalbe oder Apostelsalbe (unguentum apostolicum, kurz auch apostolicum). Dieser Überlieferung nach seien sowohl Damian als auch später Kosmas eines natürlichen Todes gestorben. Auch nach einer syrischen Variante, nach der die Brüder den Kaiser Carinus bekehrt hatten, fand kein Martyrium statt.
Ihre ersten Kultstätten waren ihre Grabstätte in Pheremma bei Kyrrhos in Syrien und Ägäa, der Ort ihres Todes, von wo aus sich der Kult weiter nach Palästina, Ägypten und Konstantinopel, dann nach Rom, Sizilien und über die Alpen auch in deutschsprachige Gebiete ausbreitete.

## Reliquien

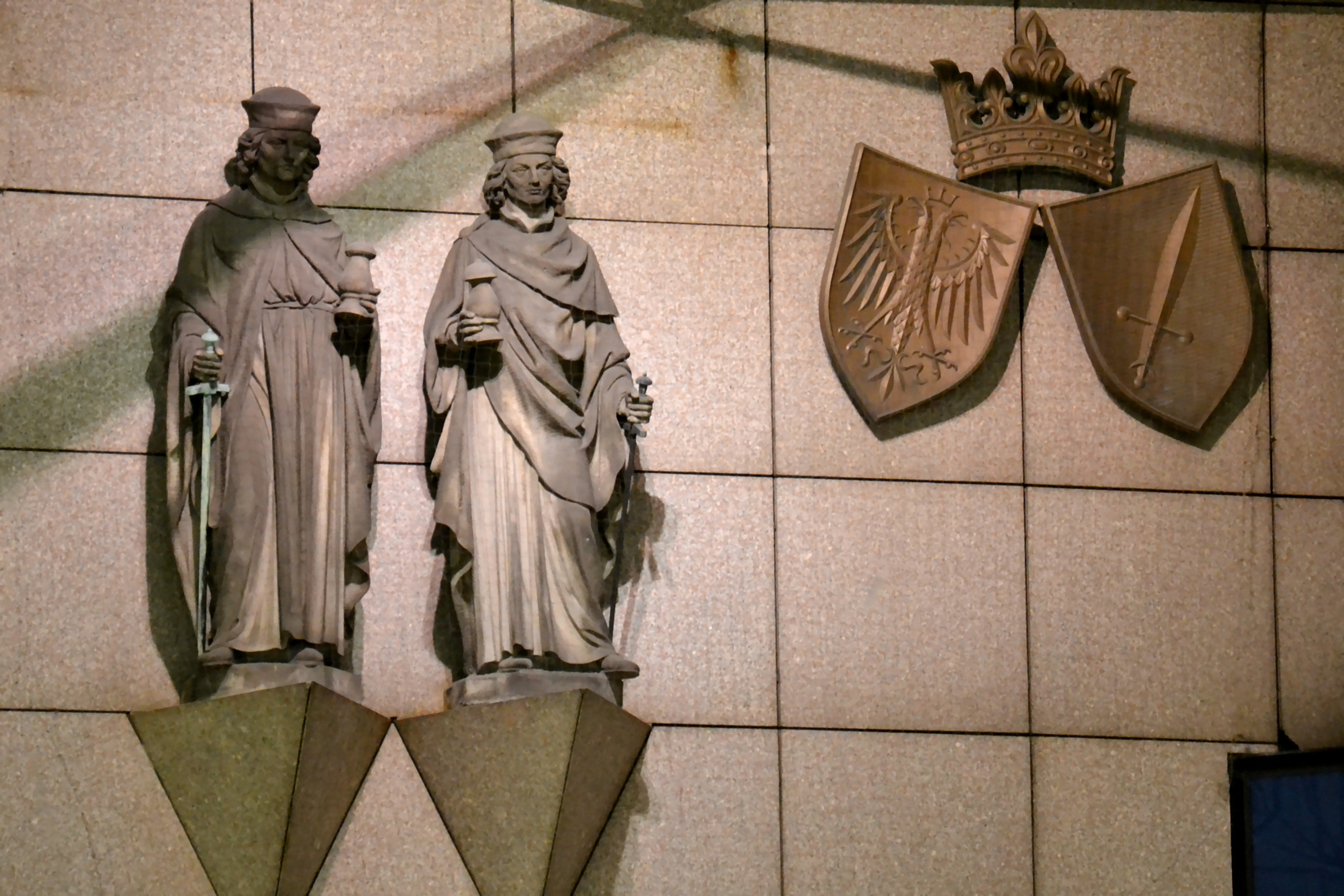
Die Stadtpatrone Kosmas und Damian am Essener Rathaus

Kosmas und Damian sind die Stadtpatrone von Essen, wo einige ihrer Reliquien liegen. Das im Essener Domschatz gezeigte Richtschwert der Heiligen in einer prunkvollen goldbeschlagenen Scheide stammt allerdings aus ottonischer Zeit. In der Renaissance waren Kosmas und Damian die Schutzpatrone der Familie Medici, weshalb der Name Cosimo in dieser Familie häufig auftaucht.
An Ostern 1334 hatte Burchard Grelle, Fürsterzbischof von Bremen, „persönlich im Chor des Bremer Doms die […] dort angeblich eingemauerten und vergessenen Reliquien der heiligen Ärzte Kosmas und Damian auf ‚wunderbare Weise‘ wiederaufgefunden. Erzbischof und Kapitel veranstalteten aus diesem Anlass zu Pfingsten 1335 ein Fest, bei dem die Reliquien aus der Mauer an einen würdigeren Platz überführt wurden.“ Grelle behauptete, die von ihm vorgewiesenen Gebeine seien von Erzbischof Adaldag von Hamburg-Bremen 965 aus Rom mitgebracht worden. Dombauherr Johann Hemeling gab um 1400 für die Gebeine einen Schrein in Auftrag, der nach 1420 fertiggestellt wurde. Der Schrein aus mit vergoldeten Silberblechen überzogenem geschnitzten Eichenholz ist ein bedeutendes Zeugnis mittelalterlicher Goldschmiedekunst.
Bremens lutherisches Domkapitel verkaufte den Schrein ohne die beiden Köpfe 1649 an den Osnabrücker Fürstbischof Franz Wilhelm von Wartenberg, einen Wittelsbacher, der den Schrein seinem Verwandten, dem Kurfürsten Maximilian von Bayern übergab. Dieser ließ ihn 1649 in die St.-Michaels-Kirche in München überführen, wo er heute noch in der katholischen Jesuitenkirche St. Michael zu sehen ist. Die Köpfe blieben in Bremen, denn der Kurfürst besaß schon zwei Köpfe von Kosmas und Damian aus dem Domschatz zu Bamberg.
Die Bremer Köpfe gelangten in den Besitz der Bremer Katholiken, die nach dem Westfälischen Frieden von zwei Jesuiten als Hofkapläne des Kaiserlichen Residenten – vergönnungsweise von Seiten des Bremer Rates – seelsorglich betreut wurden. Die Köpfe wurden 1934 noch einmal vom damaligen Dechanten Friedrich Hardinghaus in der ehemaligen Franziskanerkirche und späteren Propsteikirche St. Johann ausgestellt und unter Propst August Sandtel 1968 als vermutlich unecht aus dem Verkehr gezogen. Propst Klaus Plate begrub sie dann 1994 unter dem Fußboden der neu errichteten Krypta unter dem Mittelschiff.

## Patronate
Kosmas und Damian gehören – wie Cyrus und wie Pantaleon – zu einer Gruppe von Heiligen, die „heilige Geldverächter“ genannt werden, griechisch: Agioi Anárgyroi (Άγιοι Ανάργυροι), weil sie sich von ihren (armen) Patienten für ihre Dienste als Ärzte oder Apotheker nicht entlohnen ließen.
Die Heiligen sind Schutzpatrone von Essen, Florenz, Bödefeld, Gau-Algesheim, Igarassu, El Prat de Llobregat, Gondomar S. Cosme, Sferracavallo, von medizinischen Fakultäten, einer Vielzahl medizinischer Berufe (z. B. Bader, Ammen, Ärzte, Apotheker) sowie der Kranken, Friseure und Zuckerbäcker. Sie werden in Seenot, bei Geschwüren, Pest und Pferdekrankheiten angerufen.

## Patrone der Medici

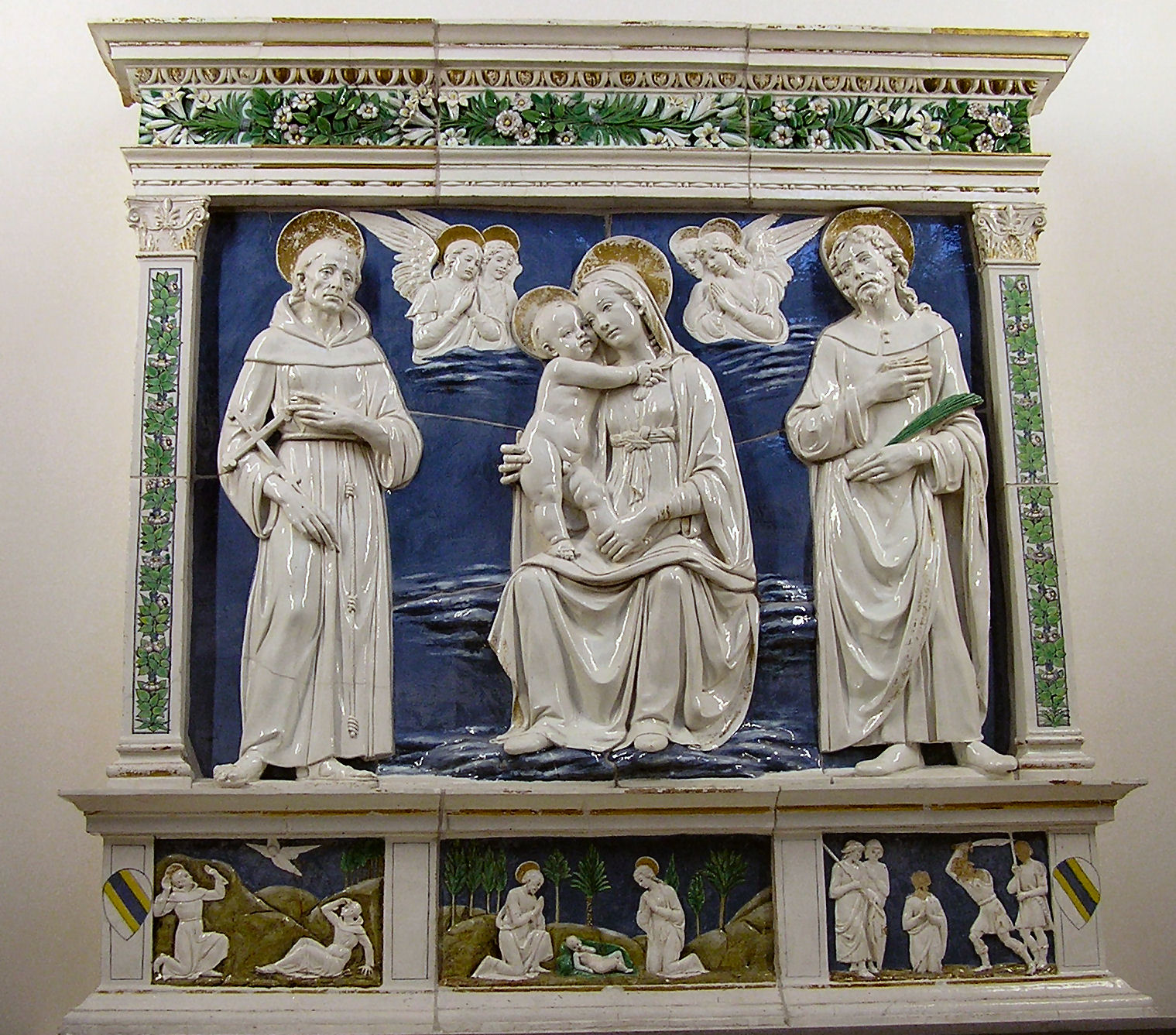
Andrea della Robbia, Altarretabel für die Villa Sassetti, um 1470, glasierte Terrakotta, Bode-Museum, Berlin

Als medici, italienisch für Ärzte, sind die beiden Heiligen auch die Schutzpatrone der Florentiner Patrizierfamilie Medici, vor allem von Cosimo di Giovanni de’ Medici (Florentiner Form des italienischen Namens Cosma). Als Familienheilige treten sie in von Cosimo gestifteten Altarbildern wie der Pala di San Marco von Fra Angelico (San Marco, ca. 1440, Museo di San Marco), in deren Predella Szenen aus der Heiligenlegende dargestellt sind, der ebenfalls von Fra Angelico gemalten Pala di Annalena (ehem. San Vincenzo d’Annalena, ca. 1430, Museo di San Marco), Filippo Lippis Pala del Noviziato aus Santa Croce (ca. 1445, Uffizien) und in den Fresken in Cosimos Zelle im Kloster von San Marco auf. In dem von Andrea della Robbia für die Kapelle des Medici-Parteigängers Francesco Sassetti in der Badia Fiesolana geschaffenen Altarretabel aus glasierter Terrakotta (sog. Misericordia-Altar, 1466) sind die Heiligen ebenfalls als Medici-Patrone präsent. Der wenig später für Francesco Sassettis Hauskapelle seiner Villa La Pietra in Montughi bei Florenz entstandene Altar (ca. 1470, Bode-Museum, Berlin) zeigt hingegen neben der Madonna mit Kind und San Francesco nur den hl. Cosmas.

## Attribute
Zu den Attributen der oft dargestellten Heiligen zählen medizinische Instrumente und Arzneimittelbehälter, wobei Kosmas meist als studierter Arzt mit Harnglas (Matula) und Damian als handwerklich ausgebildeter Wundarzt und ab dem 13. Jahrhundert vor allem als Apotheker mit Salbenbüchse oder einer „Reiseapotheke“ (meist auch mit Salbspatel) dargestellt ist. Seltener werden die Brüder mit ihren Martyriumssymbolen Schwert und Palmzweig dargestellt. Sie werden oft in der Kleidung mittelalterliche Ärzte in roten Mänteln roten und runden Hüten dargestellt.

## Gedenktag
Der Gedenktag der beiden Heiligen ist in der römisch-katholischen Kirche der 26. September und entstand wahrscheinlich im Zusammenhang mit der Weihe der Kirche der beiden Heiligen in Rom, als deren Datum der 27. September überliefert ist. In den orthodoxen Kirchen fällt er auf den 1. Juli sowie den 1. November. Weitere Festtage sind der 17. Oktober und der 18. November. Außerdem wird „der heiligen und wundertätigen Anargyren Kosmas und Damian […] und aller heiligen Uneigennützigen“ in der Proskomidie der Göttlichen Liturgie des Byzantinischen Ritus gedacht.
Beide gehören zu den Kanonheiligen, deren Namen im ersten Hochgebet der römisch-katholischen Kirche genannt werden. Auch werden Kosmas und Damian in der Allerheiligenlitanei genannt.

## Bauernregel
Die dem Namenstag entsprechende Bauernregel lautet:
St. Kosmas und St. Damian fängt das Laub zu färben an.

## Literatur

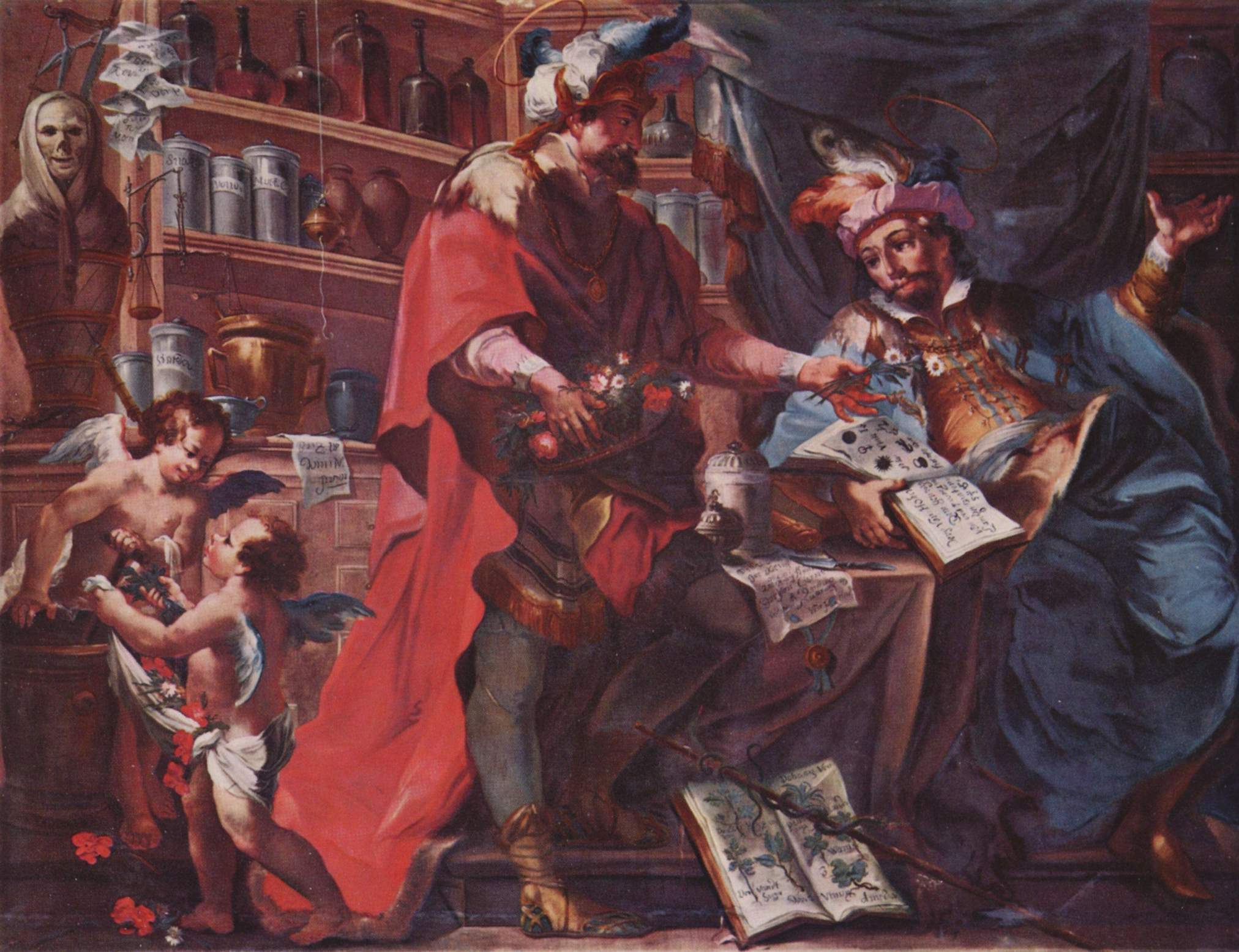
Hl. Kosmas und Damian (Johann Anwander, 1762), Studienkirche Mariä Himmelfahrt, Dillingen an der Donau